# Репорнъягун
Репорнъягун (устар. Репорн-Ягун) — река в России, протекает по территории Сургутского района Ханты-Мансийского автономного округа. Устье реки находится в 468 км по левому берегу Тромъёгана. Длина реки — 98 км, площадь водосборного бассейна — 526 км².
Высота истока — 138,3 м над уровнем моря. Высота устья — 85,1 м над уровнем моря.

## Данные водного реестра
По данным государственного водного реестра России относится к Верхнеобскому бассейновому округу, водохозяйственный участок реки — Обь от впадения реки Вах до города Нефтеюганск, речной подбассейн реки — Обь ниже Ваха до впадения Иртыша. Речной бассейн реки — (Верхняя) Обь до впадения Иртыша.